# Burton Richter
Burton Richter (New York, 22 marzo 1931 – Stanford, 18 luglio 2018) è stato un fisico statunitense, vincitore, insieme a Samuel Chao Chung Ting, del premio Nobel per la fisica nel 1976, per «il lavoro pionieristico nella scoperta di un nuovo tipo di particella elementare pesante».
Nel 1975 Richter trascorse un anno al CERN, durante il quale lavoro all'esperimento ISR.
Nel 2010 ha ricevuto il Premio Enrico Fermi dal Dipartimento dell'Energia degli Stati Uniti d'America.